# Droga sintética

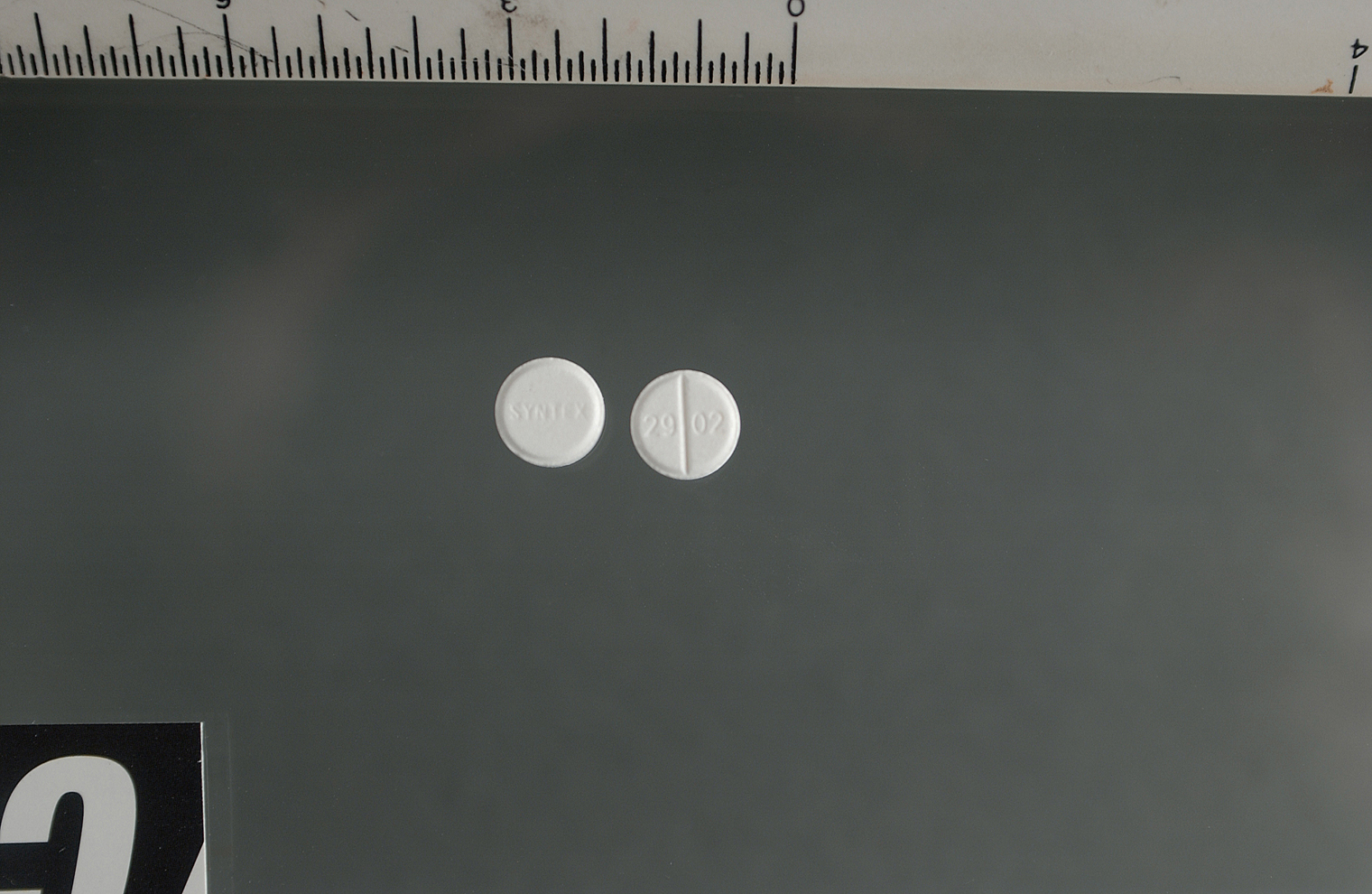
Anabolizante anadrol 50mg (oximetolona)

Drogas sintéticas ou drogas projetadas (em inglês: designer drugs) são substâncias ou mistura de substâncias produzidas através de meios químicos, ou seja, seus principais componentes ativos não podem ser encontrados na natureza. São projetadas para mimetizar os efeitos farmacológicos de uma substância original e por vezes até derivam de uma. Algumas foram originalmente sintetizadas por pesquisadores na tentativa de descobrir derivativos mais potentes, com menos efeitos colaterais ou duração menor, e posteriormente foram cooptadas para uso recreativo.
Ao contrário de drogas legais, a segurança e eficácia dessas substâncias não são amplamente conhecidas, podendo gerar efeitos colaterais não esperados.
A maioria das "drogas sintéticas" apresenta efeito psicotrópico: alucinógenos, estimulantes ou depressores (entorpecentes) no sistema nervoso central (SNC) e são consideradas proscritas e/ou de uso controlado pelo Ministério da Saúde e Justiça (no Brasil).
No Brasil estão relacionadas na portaria n.º 344 do Ministério da Saúde que foi sucessivamente atualizada por resoluções: RDC nº 98, de 20/11/2000, RDC nº 178, de 17/05/2002 e RDC nº 18, de 28/01/2003; ;  que aprovamos o Regulamento Técnico sobre substâncias e medicamentos sujeitos a controle especial.
Tal resolução fundamenta-se na Convenção Única sobre Entorpecentes de 1961 (Decreto n.º 54.216/64);  Convenção sobre Substâncias Psicotrópicas, de 1971 (Decreto n.º 79.388/77); Convenção Contra o Tráfico Ilícito de Entorpecentes e Substâncias Psicotrópicas, de 1988 (Decreto n.º 154/91); Decreto-Lei n.º 891/38; Decreto-Lei n.º 157/67; Lei n.º 5.991/73; a Lei n.º 6.360/76; Lei n.º 6.368/76; Lei n.º 6.437/77; Decreto n.º 74.170/74;  Decreto n.º 79.094/77; Decreto n.º 78.992/76 e as Resoluções GMC n.º 24/98 e n.º 27/98. Estabeleceu-se uma lista das substâncias entorpecentes e psicotrópicas sujeitas a notificação de receita e controle especial além das Listas - D1 D2 e F1 e F2, que correspondem à substancias também controladas pelo Ministério da Justiça e aparelho policial por serem de uso proscrito. O Oriente médio tem sido um grande polo produtor.
Listas - D1 D2 e F1 e F2
- Lista de substâncias precursoras de entorpecentes e/ou psicotrópicos;
- Lista de insumos químicos utilizados como precursores para fabricação e síntese de entorpecentes e/ou psicotrópicos (sujeitos a controle do ministério da justiça);

- Lista das substâncias de uso proscrito no Brasil ( Lista F1 e F2 - substâncias entorpecentes e  substâncias psicotrópicas)

As principais drogas sintéticas proscritas são:
- Anfetamina: (“Bolinha” ou “arrebite”). Droga  produzida desde 1927 como vasoconstrictor, com ação semelhante à cocaína. Muitas drogas sintéticas são derivadas de anfetaminas.
- LSD 25 (Dietilamida de ácido lisérgico). Sintetizado em 1938, e usado como alucinógeno a partir da década de 1950.
- Cetamina (quetamina ou Special-K): Droga anestésica derivada do PCP para uso veterinário e humano, é apresentada na forma líquida ou cristal branco que é aspirado, tem efeito alucinógeno. Produzido em 1965.
- GHB (ácido gama-hidroxibutírico):  É usado na forma de sal ou diluído em água (conhecido como “ecstasy líquido”). Inicialmente foi produzido como anestésico e, a partir da década de 1960, como droga alucinógena.
- GLB (Gama-butirolactona). Derivado do GHB, utilizado com a mesma finalidade.
- PCP (Cloridrato de eniciclidina). Pó branco cristalino solúvel em água que surgiu nos anos 1970. É inalado, ingerido ou injetado
- DOB  (2,5-dimetoxi-4-bromoanfetamina). Conhecida desde 1967. É um derivado da anfetamina, podendo ser usada como base para a produção do ecstasy.
- PMA (Para-metoxianfetamina). Anfetamina substituída.
- PMMA (Para-metoximetilanfetamina). Anfetamina modificada produzida com o nome de “mitsubishi”
- 2-CB (4-bromo-2,5-dimetoxifenetilamina). Conhecida como “nexus” tem efeito psicodélico semelhante ao LSD.
- 2-CT-7 (2,5-dimetoxi-4(n)-propiltiofenetilamina). Efeito psicodélico semelhante ao LSD.  O D-CB e o 2-CT-7 foram produzidos na década de 1970.
- MDMA (ecstasy): Um derivado de anfetamina. Comprimido ingerido por via oral. O ecstasy foi sintetizado em 1912 e o seu  uso como entorpecente iniciou-se na década de 1970 nos EUA.

- 4-MTA (4-metiltioanfetamina) (flatliner") é uma anfetamina substituída produzida nos anos 1970.
- Ice. Uma anfetamina modificada. Um cristal branco semelhante ao gelo. Pode ser injetado, ingerido ou inalado. Surgiu nos anos 1980.
- Anabolizante: Versão sintética da testosterona. Comprimidos ou ampolas. Via oral ou intramuscular para aumentar a massa corporal.
- MPTP (1-metil-4-fenil-1,2,3,6-tetrahidropiridina ): Surgiu na década de 1980. Provoca sintomas semelhantes ao mal de Parkinson.